# Hacktivism

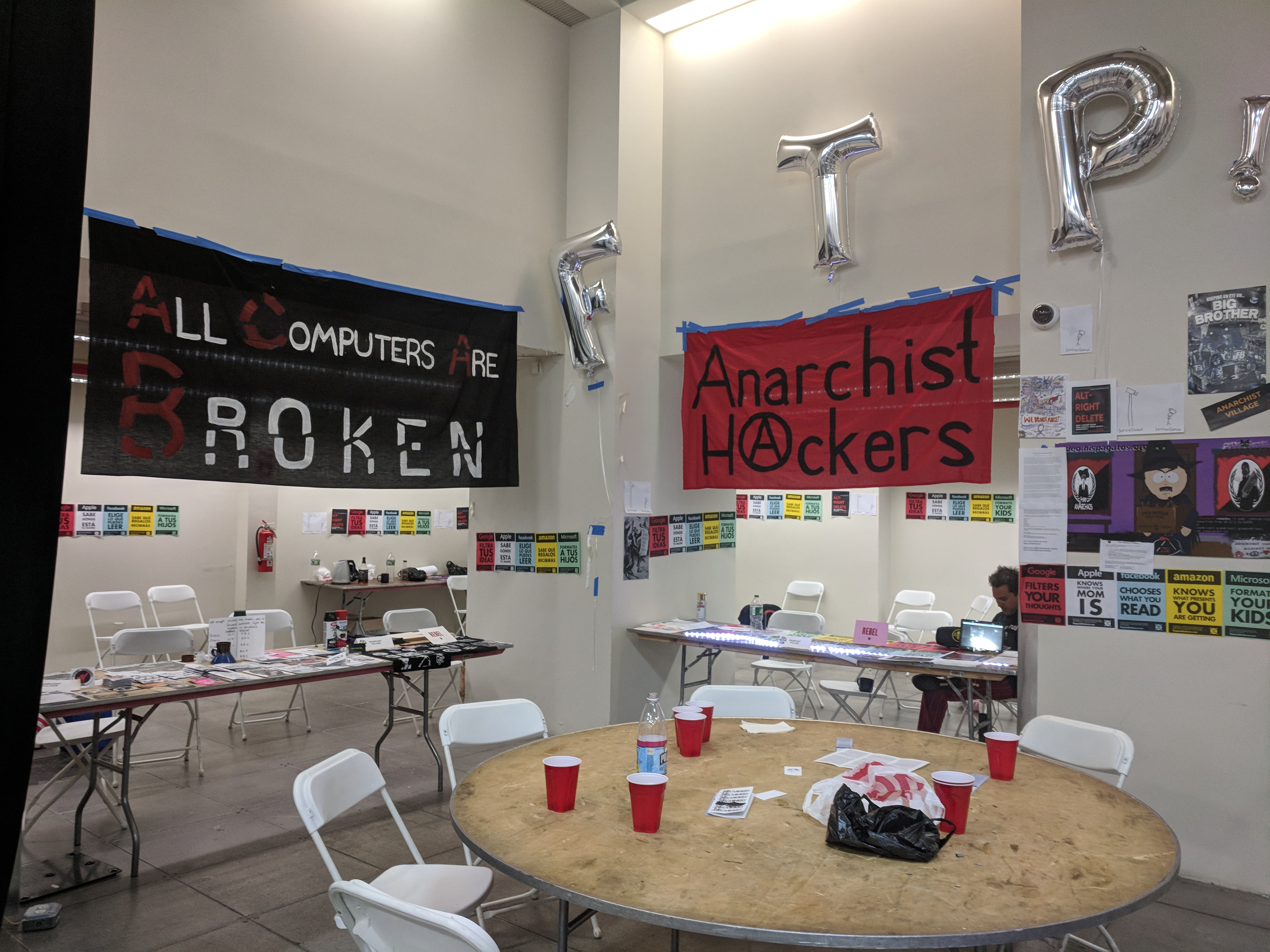
Manifesti di alcuni hacker anarchici

Hacktivism (noto in italiano anche come hacktivismo) è un termine che deriva dall'unione delle parole hacking e activism e indica una tipologia di attivismo effettuato mediante pratiche derivanti dall'azione diretta digitale in stile hacker, solitamente ricorrendo all'uso della pirateria informatica.
Colui che effettua tali azioni viene chiamato hacktivista.

## Origine del termine
Il termine è stato coniato nelle interazioni fra i protagonisti delle prime azioni di disobbedienza civile in rete. In particolare è stato riferito agli autori dei primi netstrike condotti a livello mondiale per protestare contro abusi dei diritti civili, governi corrotti o sentenze di pena di morte. Successivamente il termine hacktivism è stato impiegato per indicare le pratiche di coloro i quali, usando reti e computer in modo creativo, hanno messo in discussione l'operato di governi e multinazionali organizzando petizioni online, virus benevoli, siti web di controinformazione, e altri strumenti per l'abilitazione di tutti i cittadini alla libera comunicazione elettronica.
Perciò, hacktivisti sono gli hacker del software e gli ecologisti col computer, gli artisti e gli attivisti digitali, i ricercatori, gli accademici e i militanti politici, guastatori mediatici e pacifisti telematici che non vogliono delegare a nessuno la propria speranza di futuro. Per gli hacktivisti i computer e le reti sono strumenti di cambiamento sociale e terreno di conflitto.

## Caratteristiche
Nell'ambito della filosofia hacktivista, le forme dell'azione diretta tradizionale sono trasformate nei loro equivalenti elettronici: la manifestazione di piazza, il corteo, si è trasformata nel netstrike, il corteo telematico; l'occupazione di stabili in disuso, nel cybersquatting; il volantinaggio all'angolo delle strade nell'invio massivo di e-mail di partecipazione e di protesta, il banchetto delle petizioni nelle petizioni on line; i dazibao scritti a mano diventano pagine web e le scritte sui muri e i graffiti vengono sostituiti dal defacing temporaneo di siti web.
In omaggio all'etica primigenia dell'hacking, gli hacktivisti agiscono mettendo a disposizione di tutti risorse informative e strumenti di comunicazione. Le pratiche hacktiviste si concretizzano nella realizzazione di server indipendenti e autogestiti per offrire servizi di mailing list, e-mail, spazi web, ftp server, sistemi e database crittografici, circuiti di peer to peer, archivi di video e foto digitali, webradio.
Con il diffondersi di Internet e con l'affermarsi del web 2.0 e l'influenza dei social network, gli hacktivisti prima impegnati a garantire il diritto all'informazione e alla comunicazione, di fronte all'ampliarsi della sorveglianza di massa e alle ripetute violazioni della privacy dei cittadini, hanno trovato nei governi i loro principali antagonisti. Oggi gli hacktivisti rivendicano il diritto alla cultura contro le recinzioni del sapere, il diritto alla privacy contro gli apparati di spionaggio, il diritto alla trasparenza contro il dilagare della corruzione.

## Controversie
Alcuni ritengono che pratiche hacktiviste come il mailbombing, gli attacchi DDoS, il defacciamento dei siti e la realizzazione di virus e malware, contrastino con l'etica hacker di facilitare l'accesso all'informazione in tutte le sue forme e quindi sono contrarie all'etica hacktivista che punta a promuovere la consapevolezza dell'importanza dell'informazione e della comunicazione come agenti di cambiamento sociale.

## Filmografia
- Anonymous. L'esercito degli hacktivisti (2012)
- Red! La storia di Redhack (2013)
- Il Quinto Potere (2013)
- CitizenFour (2014)
- The Hacker Wars (2014)
- Mr. Robot[13][14] (serie televisiva, 2015-2019)